# Drugi torunjski mir
Drugi torunjski mir (poljsko Inne Pokój toruński, nemško Zweiter Friede von Thorn) je bil mirovni sporazum, podpisan v hanzeatskem mestu Torunj 19. oktobra 1466. Podpisala sta ga poljski kralj Kazimir IV. Jagelo in veliki mojster Tevtonskega viteškega reda Ludwig von Erlichshausen, s čimer se je končala trinajstletna vojna, najdaljša od  poljsko–tevtonskih vojn.
Sporazum je bil podpisan v Artusovem dvoru. Po podpisu se je v gotski franšiškanski cerkvi Marijinega vnebovzetja zbrala velika množica ljudi, da bi proslavila sklenitev miru.

## Ozadje
Sporazum je končal trinajstletno vojno, ki se je začela februarja 1454 z uporom Pruske konfederacije, ki so jo vodila mesta Danzig (Gdańsk), Elbing (Elbląg), Kulm (Chełmno) in Thorn (Torunj) ter prusko plemstvo proti vladavini tevtonskih vitezov v njihovi meniški državi, da bi se pridružili Kraljevini Poljski.
Ob podpisu miru sta se obe strani strinjali, da bosta zahtevali potrditev papeža Pavla II. in svetega rimskega cesarja Friderika III., vendar je poljska stran poudarila, tevtonska stran pa se je s tem strinjala, da njuna potrditev ne bo pogoj za veljavnost sporazuma. Mirovna pogajanja so potekala v Nieszawi (današnja Mała Nieszawka) od 23. septembra 1466 in se v zadnji fazi preselila v Torunj.

## Določila
Tevtonski red se je odpovedal vsem zahtevam do Gdanska/Vzhodnega Pomorjanskega in dežele Chełmno, ki so se ponovno priključile k Poljski. Kot del Poljske je priznal tudi pokrajini Elbing (Elbląg) in Marienburg (Malbork)  in škofijo Warmia. Vzhodni del je ostal v posesti Tevtonskega reda kot fevd in protektorat poljske krone in se štel za integralni del "ene in nedeljive" Kraljevine Poljske. Rimskokatoliška škofija Chełmno je postala sufragan nadškofije Gniezno.
Vsi naslednji veliki mojstri Tevtonskega reda so bili v šestih mesecih po mandatu dolžni priseči zvestobo vladajočemu poljskemu kralju. V Kraljevino Poljsko bi bile vključene vse nove ozemeljske pridobitve Tevtonskega reda, tudi tiste izven Prusije. Veliki mojster je postal knez in svetovalec poljskega kralja in Kraljevine Poljske. V Tevtonski red bi lahko bili sprejeti tudi Poljaki. Tevtonski vitezi so bili dolžni pomagati Poljski v primeru vojne, prepovedano pa jim je bilo vojskovanje proti katolikom brez soglasja poljskega kralja. Vsi vojni ujetniki na obeh straneh so morali biti osvobojeni.
Sporazum je zavračal kakršno koli možnost sprostitve Tevtonskega reda od odvisnosti od Poljske ali kakršne koli revizije sporazuma s sklicevanjem na katero koli tujo oblast, vključno s cesarsko in papeško.

## Posledice
Ozemlje, ki je prišlo pod neposredno poljsko oblas, je že bilo organizirano v tri vojvodstva (Chełmno, Pomorjansko, Malbork) in knezoškofijo Varmija. Vse štiri enote so tvorile provinco Kraljeva Prusija. Kasneje so postale del Velikopoljske province Poljske krone. Provinca se je štela za izključno posest poljskega kralja in Kraljevine Poljske. 
Kasneje se je pojavilo nekaj nesoglasij glede nekaterih pravic, ki so jih imeli Kraljeva Prusija in mesta, na primer privilegiji Gdanska. Regija je imela določene privilegije, med njimi kovanje lastnega denarja ter lasten parlament,  vojsko in rabo nemškega jezika v regijski upravi. Pravice do imenovanja in odobritve škofov v Varmiji so povzročile vojno duhovščine (1467–1479). Kraljeva Prusija  se je sčasoma vključila v poljsko-litovsko Republiko obeh narodov, vendar je do delitve Poljske v poznem 18. stoletju ohranila nekatere posebnosti.
Leta 1525 je bil Tevtonski red razlaščen, ko je njegov veliki mojster, pruski knez Albert, sprejel luteranstvo in prevzel naslov vojvode kot dedni vladar Prusije pod poljsko nadoblastjo. Regija je postala znana kot Vojvodina Prusija.

### Vir
- Górski, Karol (1949). Związek Pruski i poddanie się Prus Polsce: zbiór tekstów źródłowych (v poljščini in latinščini). Poznań: Instytut Zachodni.